# Ласеран
Ласера́н (фр. Lasséran) — коммуна во Франции, находится в регионе Юг-Пиренеи. Департамент — Жер. Входит в состав кантона Ош-Сюд-Уэст. Округ коммуны — Ош.
Код INSEE коммуны — 32200.

## География
Коммуна расположена приблизительно в 610 км к югу от Парижа, в 75 км западнее Тулузы, в 8 км к северо-западу от Оша.

## Климат
Климат умеренно-океанический. Лето жаркое и немного дождливое, температура часто превышает 35 °С. Зимой часто бывает отрицательная температура и ночные заморозки. Годовое количество осадков — 700—900 мм.

## Население
Население коммуны на 2010 год составляло 355 человек.
| 1962 | 1968 | 1975 | 1982 | 1990 | 1999 | 2010 |
| ---- | ---- | ---- | ---- | ---- | ---- | ---- |
| 147  | 156  | 164  | 154  | 191  | 257  | 355  |

## Администрация
| Период | Период | Фамилия        | Партия | Примечания |
| ------ | ------ | -------------- | ------ | ---------- |
| 2001   | 2008   | Кристьян Рума  |        |            |
| 2008   | 2020   | Мишель Сорьяно |        |            |

## Экономика
В 2010 году среди 235 человек трудоспособного возраста (15-64 лет) 180 были экономически активными, 55 — неактивными (показатель активности — 76,6 %, в 1999 году было 79,1 %). Из 180 активных жителей работали 169 человек (88 мужчин и 81 женщина), безработных было 11 (4 мужчины и 7 женщин). Среди 55 неактивных 28 человек были учениками или студентами, 17 — пенсионерами, 10 были неактивными по другим причинам.

## Фотогалерея

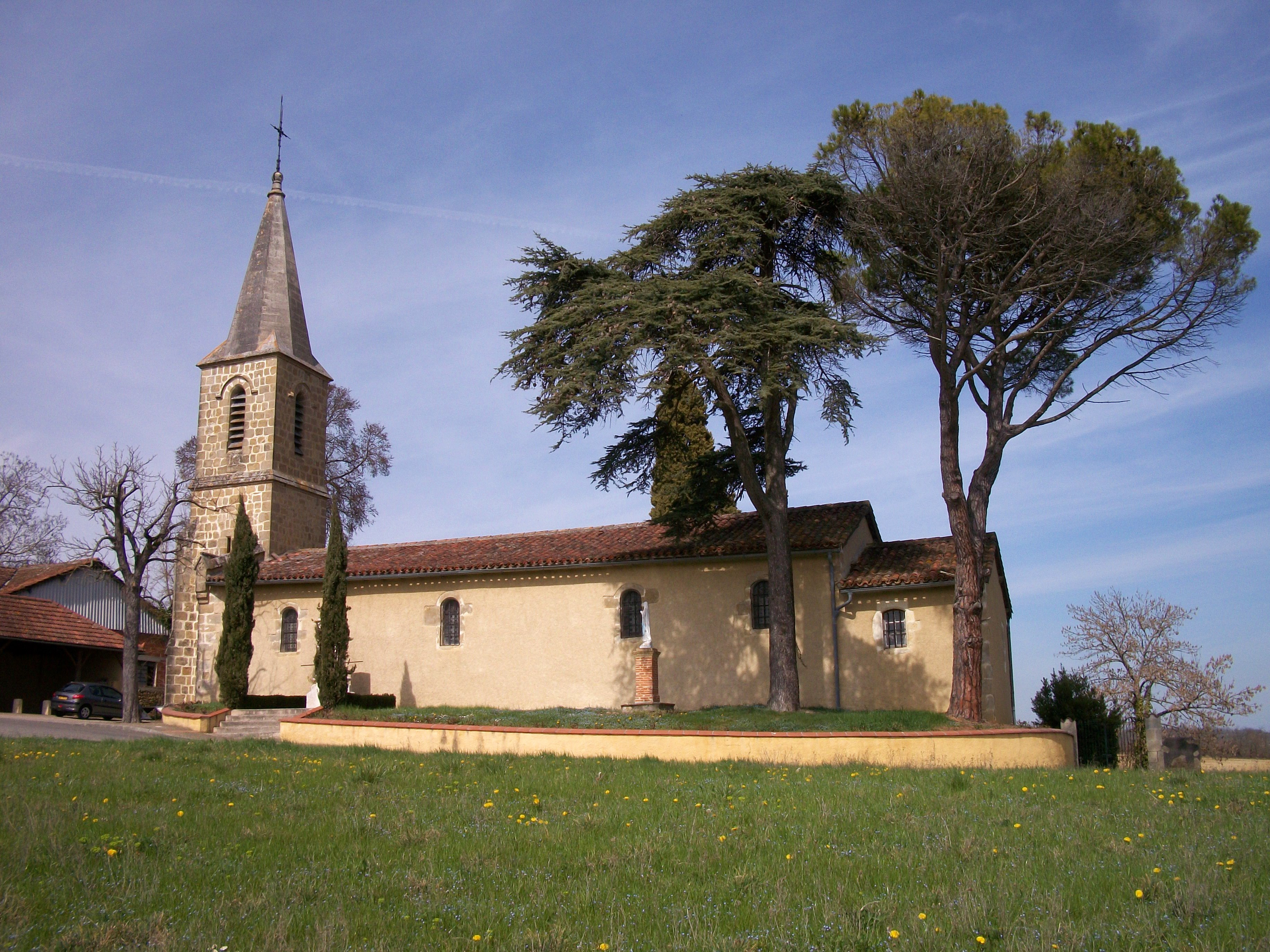
Церковь Св. Иакова
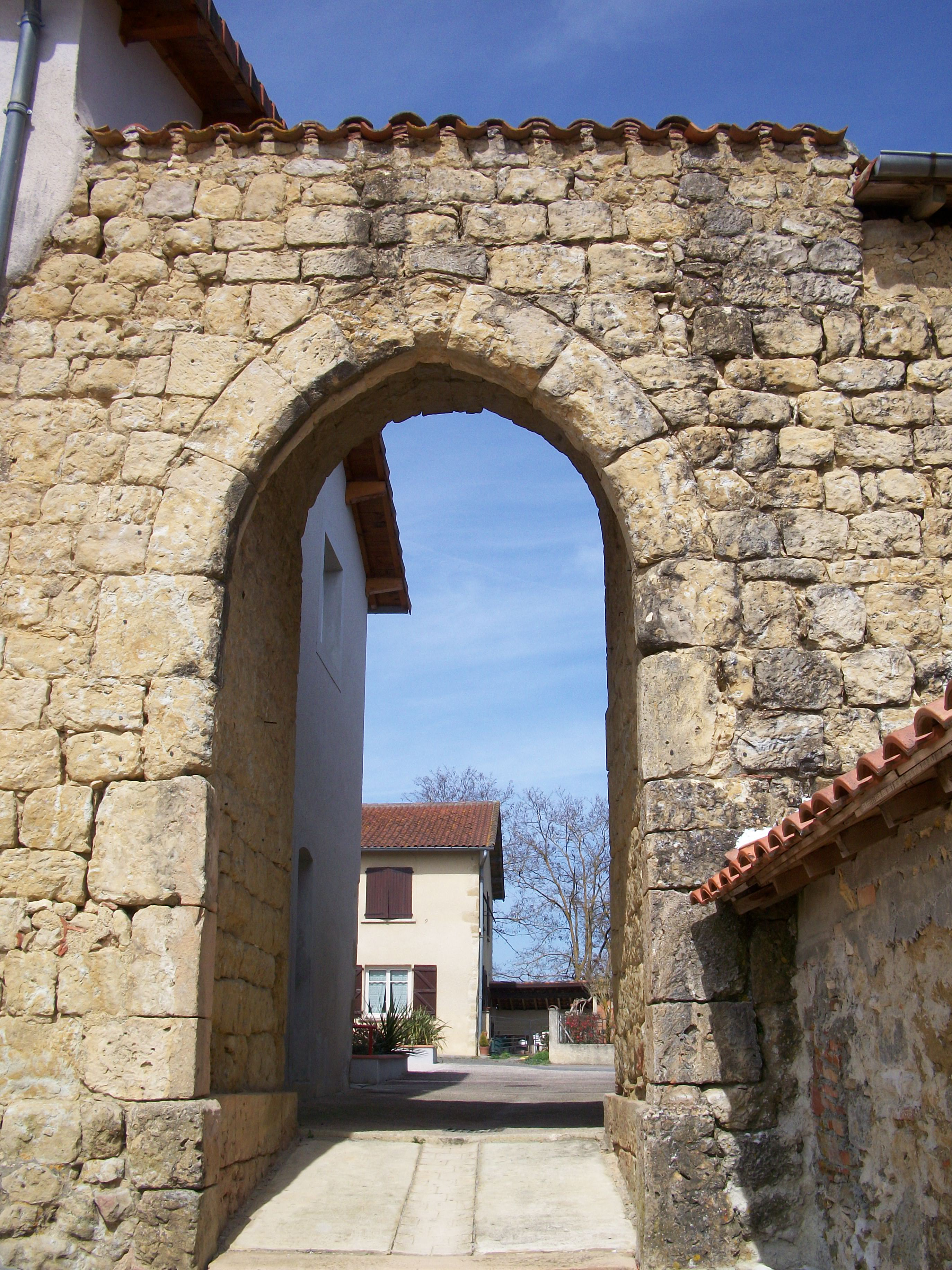
Городские ворота
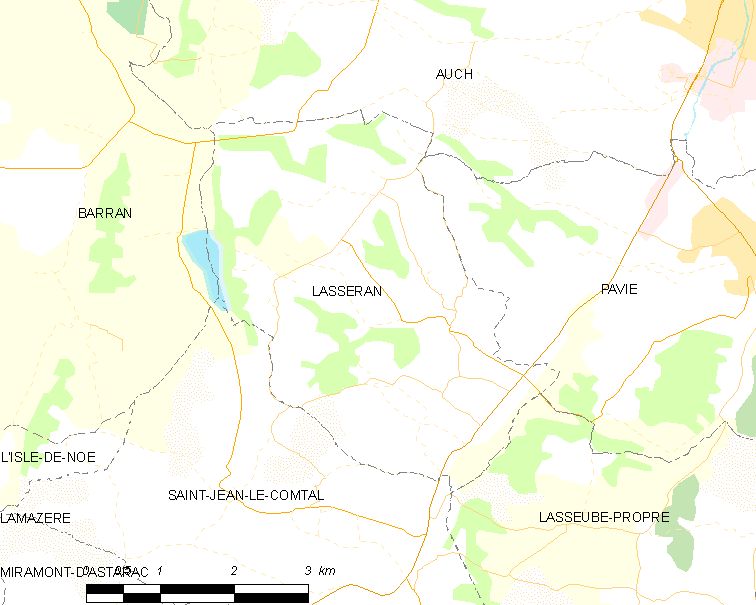
Карта коммуны